# Acrophasmus secundus
Acrophasmus secundus är en stekelart som först beskrevs av Muesebeck och Walkley 1951.  Acrophasmus secundus ingår i släktet Acrophasmus och familjen bracksteklar. Inga underarter finns listade i Catalogue of Life.